# Vespa soror
Vespa soror är en getingart som beskrevs av François du Buysson 1905. Vespa soror ingår i släktet bålgetingar, och familjen getingar. Inga underarter finns listade i Catalogue of Life.